# アレイからすこじま
アレイからすこじまは、広島県呉市にある公園。

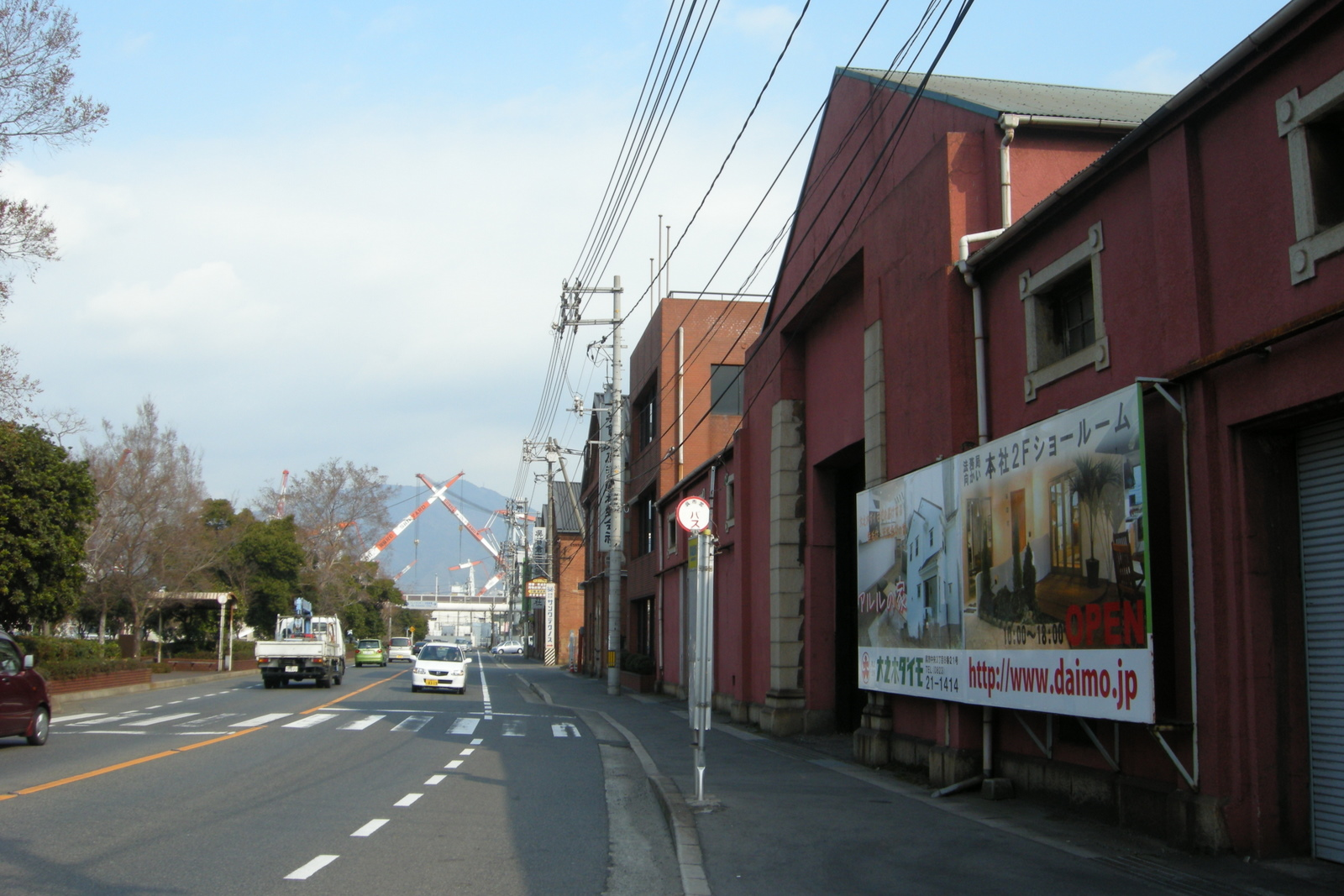
昭和町れんが倉庫群

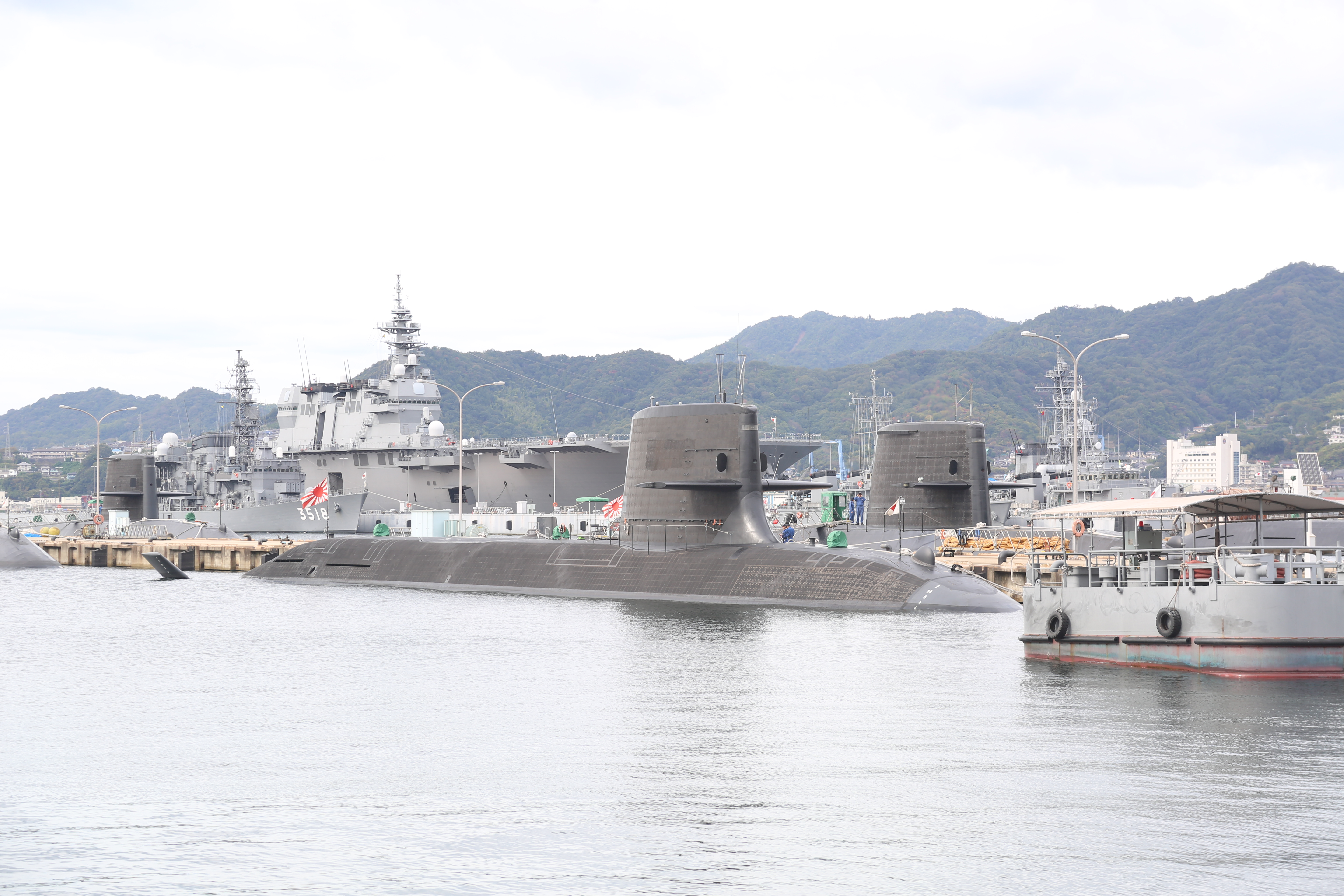
アレイからすこじまからみた海上自衛隊呉基地。手前は「そうりゅう」型潜水艦。奥側はヘリ空母「かが」。

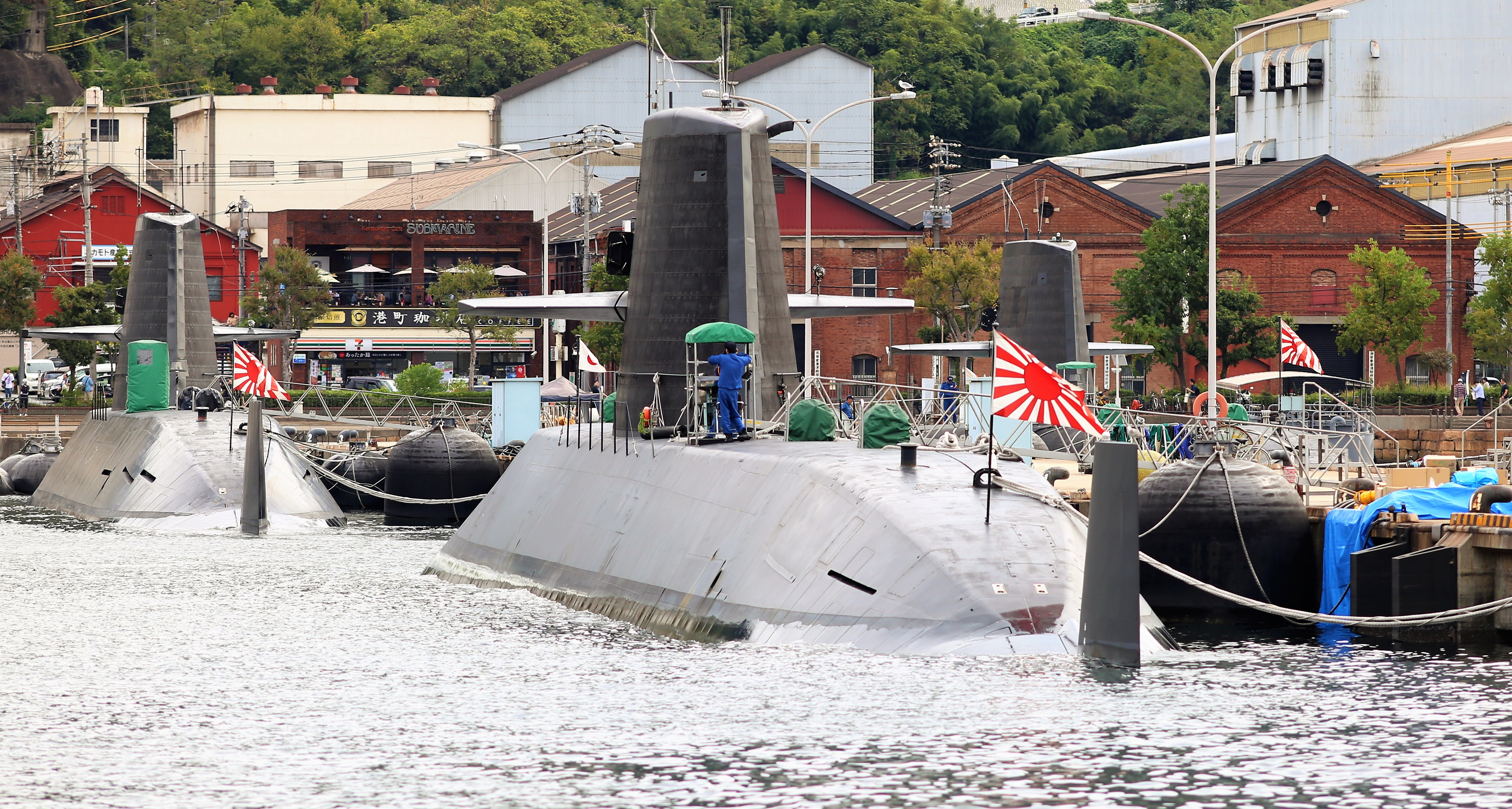
海上から見たアレイからすこじま。赤レンガ倉庫群と潜水艦桟橋

「アレイ（ALLEY）」は英語で路地を意味し、「からすこじま」は昔呉浦にあった「烏小島」が名前の由来。ちなみに烏小島は当時周囲40m程の小島で大正時代に魚雷発射訓練場として用いるため埋立てられて消滅している。

## 概要
海上自衛隊第1潜水隊群司令部のすぐそばにあり、日本で唯一間近で潜水艦を見ることができる公園である。
戦前この地は呉海軍工廠本部と兵器製造所前の岸壁で、切石積護岸は1895年（明治28年）に作られたもの。戦後は1956年（昭和31年）まで呉市に進駐したイギリス連邦占領軍が用いていた。呉市が公園として整備したのは1985年（昭和60年）のことになる。
アレイの名の通り護岸沿いに整備された細長い公園で、煉瓦色のインターロッキングブロックが敷き詰められている。潜水艦見学用に突き出したデッキもある。また園内には、魚雷積載用クレーン、係船柱など旧海軍が用いていたものをモニュメントして置かれている。「旧呉鎮守府兵器部護岸および関連施設」として2009年土木学会選奨土木遺産選定。
海の反対側道路向かいが「昭和町れんが倉庫群」は、旧呉海軍工廠電気部の建造物で、明治30年代（1897年～）に作られたものである。イギリス産のレンガ、基礎には国会議事堂と同じ倉橋島産の御影石が使われた建物もある。呉空襲によって半壊したが、戦後民間の手によって補修され、ダイクレ、呉貿倉庫運輸などの民間会社が工場や倉庫として使用している。2018年9月には、倉庫の1つを利用して観光客相手の商店がオープンしている。

## ギャラリー

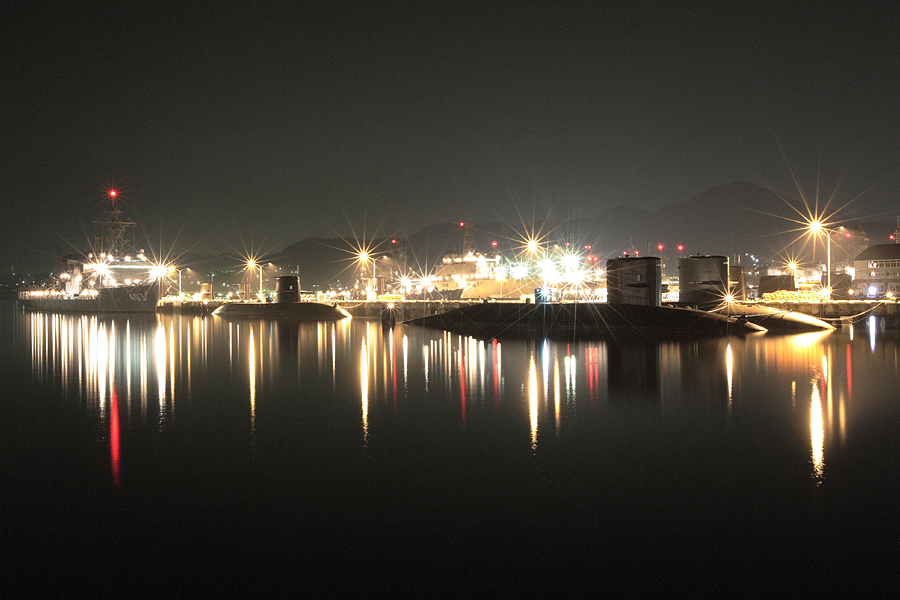
夜景。艦艇の夜間照明装飾が行われている。
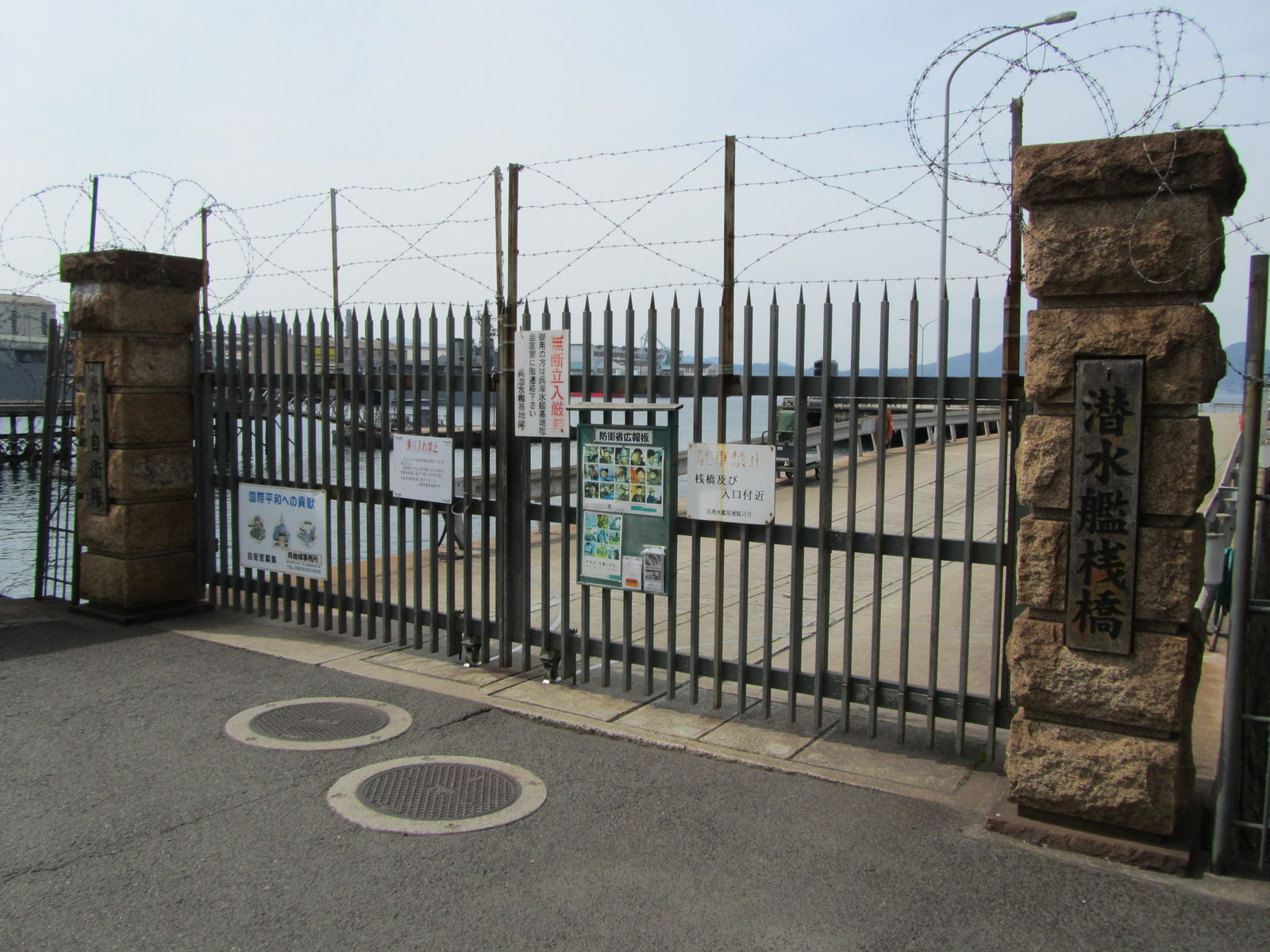
潜水艦桟橋の門。
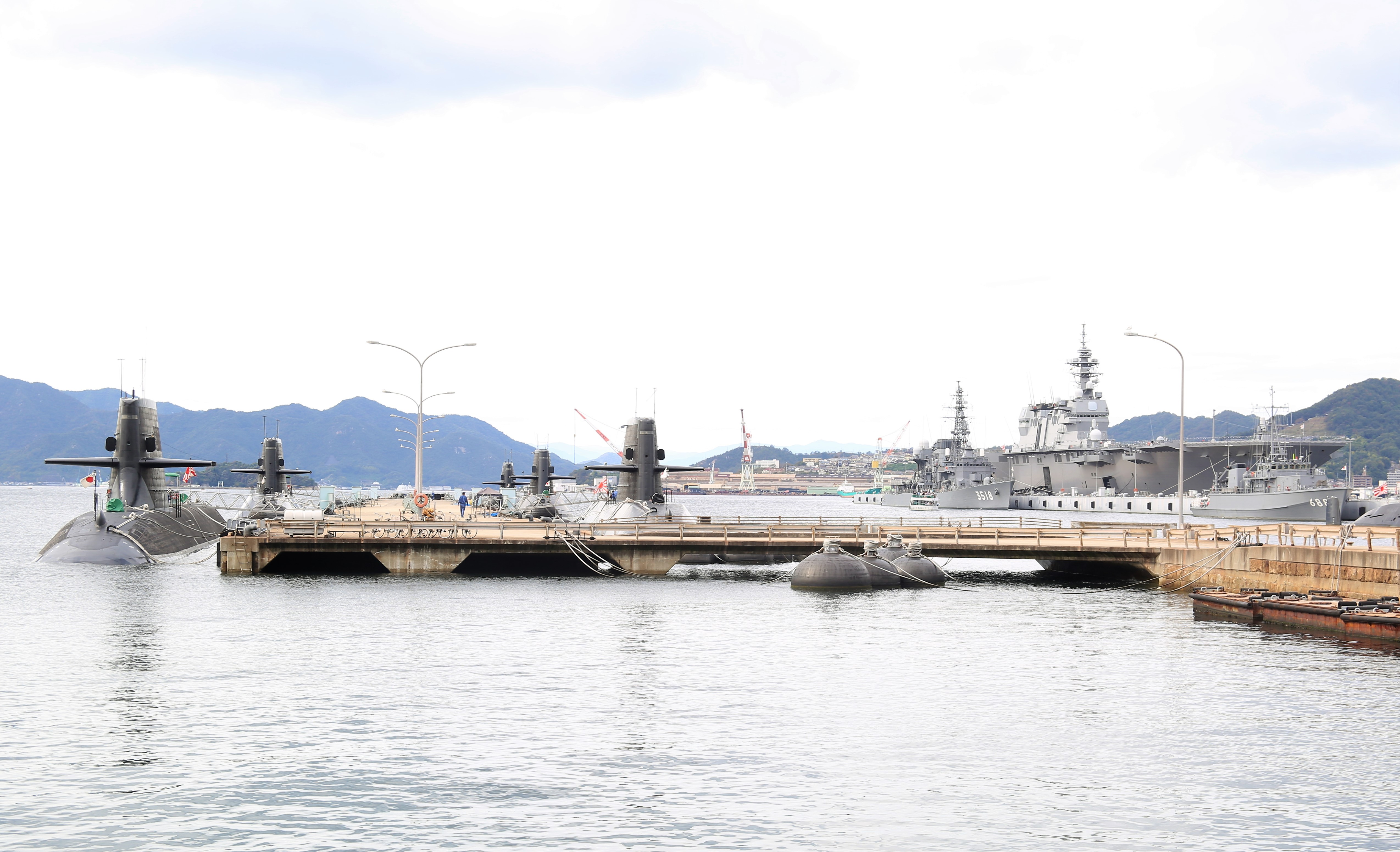
アレイからすこじまからみた潜水艦桟橋。

## 交通
- 広電バス
  - 呉探訪ループバス（くれたん）「潜水隊前」バス停下車、徒歩約1分
  - 広電バス「潜水隊前」バス停下車、徒歩約1分
- 車
  - 広島呉道路、呉インターチェンジから約10分
  - 駐車場は少し離れた串山公園内にあり普通車41台バス10台分